# Ronald Garan

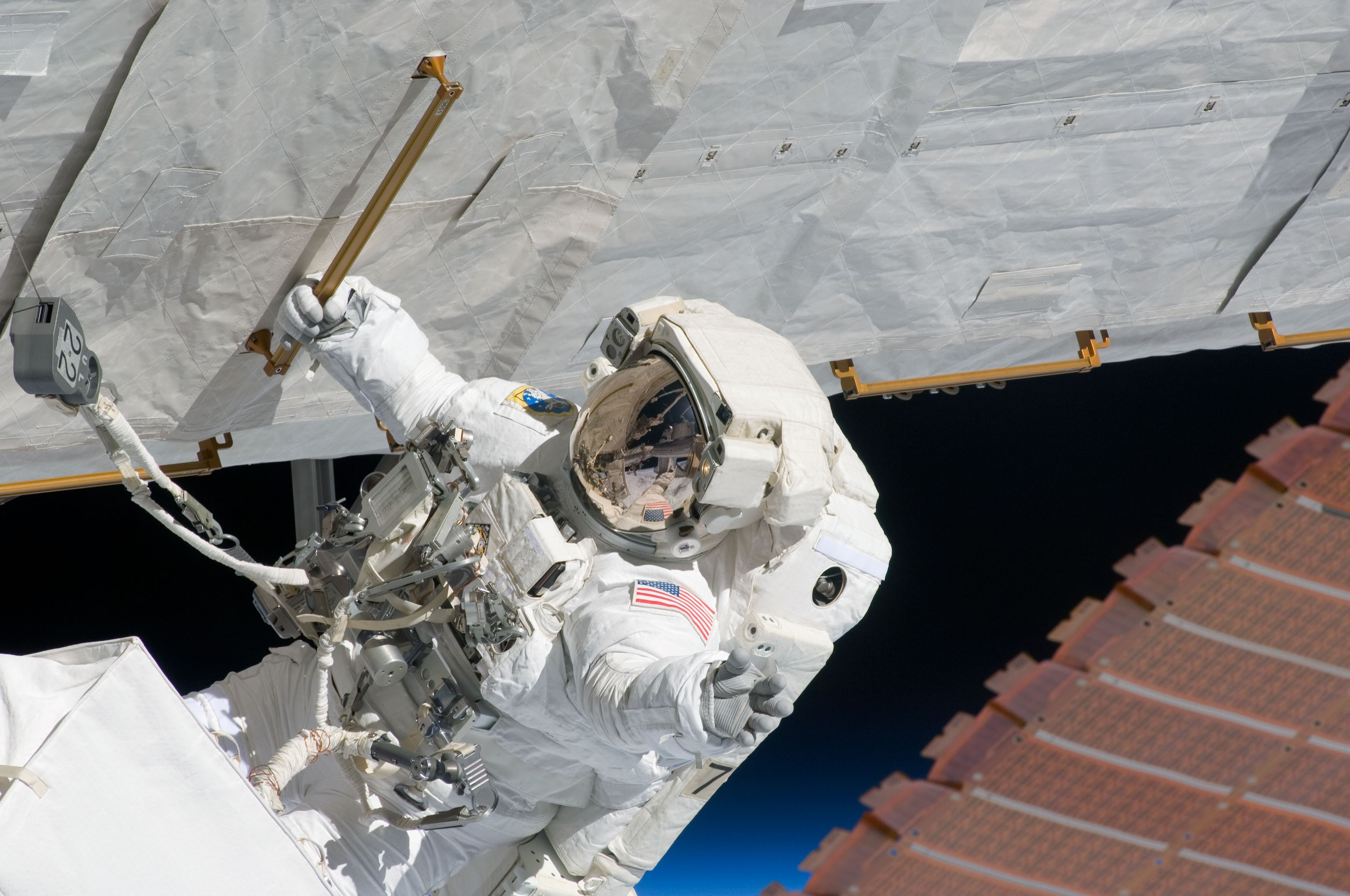
Misja STS-124 – Ronald Garan podczas prac w otwartej przestrzeni kosmicznej

Ronald John Garan (ur. 30 października 1961 w Yonkers) – amerykański astronauta, pilot wojskowy, inżynier, pułkownik United States Air Force.

## Wykształcenie i służba wojskowa
- 1979 – ukończył szkołę średnią (Roosevelt High School) w Yonkers w stanie Nowy Jork.
- 1982–1985 – w 1982 został absolwentem SUNY College w Oneonta, otrzymując licencjat z ekonomiki biznesu. Następnie wstąpił do United States Air Force. W bazie Lackland w Teksasie przeszedł kurs w szkole przygotowującej oficerów sił powietrznych (Air Force Officer Training School). Ukończył go w 1984. Szkolenie uzupełniające odbył w bazie Vance w Oklahomie i w 1985 został pilotem bojowym.
- 1986–1988 – po zakończeniu przeszkolenia na samolocie F-16 w bazie Luke rozpoczął służbę w 496 eskadrze taktycznej myśliwców (496th Tactical Fighter Squadron), stacjonującej w bazie lotniczej Hahn w Republice Federalnej Niemiec.
- 1988–1989 – służył w 17 eskadrze taktycznej w bazie Shaw w Karolinie Południowej. W tym czasie ukończył szkołę dla pilotów sił powietrznych (USAF Weapons School).
- 1990–1991 – od sierpnia 1990 jako pilot myśliwca F-16 uczestniczył przez siedem miesięcy w operacjach „Desert Shield” i „Desert Storm”.
- 1991–1997 – od 1991 służył w Szkole Uzbrojenia Sił Powietrznych (USAF Weapons School). Był tam kierownikiem lotów, instruktorem oraz zastępcą szefa szkoły. W 1994 został przeniesiony do 39 eskadry doświadczalnej (39th Flight Test Squadron), stacjonującej w bazie Eglin na Florydzie. Pełnił tam funkcję szefa pilotów F-16, będąc jednocześnie pilotem doświadczalnym.
- 1994 – zdobył stopień magistra aeronautyki na Embry-Riddle Aeronautical University(inne języki) w Daytona Beach.
- 1996 – uzyskał tytuł magistra inżynierii lotniczej i kosmicznej na University of Floryda.
- 1997 – przeszedł szkolenie w Szkole Pilotów Doświadczalnych Marynarki Wojennej Stanów Zjednoczonych (United States Naval Test Pilot School) w bazie Patuxent River.
- 1998 – powrócił do służby w 38 eskadrze doświadczalnej, w której kierował testami zunifikowanej rakiety bojowej.
- 2000 – do momentu przyjęcia do NASA był oficerem operacyjnym w 40 eskadrze doświadczalnej (40th FTS).
- 1 czerwca 2009 – zakończył służbę w United States Air Force.

Spędził w powietrzu ponad 4300 godzin, pilotując ponad 30 typów samolotów.

## Praca w NASA i kariera astronauty
- 2000 – 26 lipca został włączony do korpusu astronautów amerykańskich (NASA-18(inne języki)) jako kandydat na specjalistę misji. W sierpniu rozpoczął szkolenie specjalistyczne.
- 2002 – po zakończeniu kursu podstawowego otrzymał przydział do Wydziału Eksploatacji Wahadłowców (Shuttle Operations Branch) w Biurze Astronautów NASA.
- Kwiecień 2006 – wziął udział w 18-dniowej misji podwodnej NEEMO 9 (NASA Extreme Environment Mission Operations) realizowanej przez NASA i NOAA (National Oceanic i Atmospheric Administration) na pokładzie podwodnego laboratorium Aquarius. Wraz z Garanem w eksperymencie uczestniczyli również kanadyjski astronauta Dafydd Williams i Nicole Stott z korpusu astronautów NASA.
- 24 marca 2007 – został oficjalnie włączony do składu załogi misji STS-124.
- 31 maja – 14 czerwca 2008 – uczestniczył w misji STS-124 wahadłowca Discovery. Podczas wyprawy pełnił funkcję specjalisty misji.
- 4 kwietnia – 16 września 2011 – wziął udział w ekspedycjach 27 i 28. Na Międzynarodową Stację Kosmiczną (ISS) poleciał statkiem Sojuz TMA-21, którym także powrócił na Ziemię po 164 dniach pobytu w kosmosie.

## Odznaczenia i nagrody
- Zaszczytny Krzyż Lotniczy z odznaką waleczności
- Meritorious Service Medal – trzykrotnie
- Medal Lotniczy (USA)
- Medal za Osiągnięcie Lotnicze
- Air Force Outstanding Unit Award z odznaką waleczności
- National Defense Service Medal – dwukrotnie
- Humanitarian Service Medal
- Air Force Longevity Service Award ze srebrnym liściem dębu
- Air Force Training Ribbon
- Command Pilot Wings
- NASA Distinguished Service Medal
- NASA Superior Accomplishment Award
- NASA Exceptional Achievement Medal
- NASA Space Flight Medal – dwukrotnie
- Kuwait Liberation Medal (Kuwejt)
- Nagroda Roskosmosu za współpracę międzynarodową w zakresie eksploracji przestrzeni kosmicznej (Rosja)
- Honorowy doktorat State University of New York
- Universal Astronaut Insignia za lot orbitalny (nr 477) – Stowarzyszenie Uczestników Lotów Kosmicznych (Association of Space Explorers(inne języki))[1]

## Wykaz lotów
| Loty kosmiczne, w których uczestniczył Ronald J. Garan        | Loty kosmiczne, w których uczestniczył Ronald J. Garan | Loty kosmiczne, w których uczestniczył Ronald J. Garan | Loty kosmiczne, w których uczestniczył Ronald J. Garan | Loty kosmiczne, w których uczestniczył Ronald J. Garan | Loty kosmiczne, w których uczestniczył Ronald J. Garan | Loty kosmiczne, w których uczestniczył Ronald J. Garan |
| Nr                                                            | Data startu                                            | Data lądowania                                         | Statek kosmiczny                                       | Funkcja                                                | Czas trwania                                           |                                                        |
| ------------------------------------------------------------- | ------------------------------------------------------ | ------------------------------------------------------ | ------------------------------------------------------ | ------------------------------------------------------ | ------------------------------------------------------ | ------------------------------------------------------ |
| 1                                                             | 31 maja 2008                                           | 14 czerwca 2008                                        | STS-124 Discovery F-35                                 | Specjalista misji                                      | 13 dni 18 godzin 13 minut i 7 sekund                   |                                                        |
| 2                                                             | 4 kwietnia 2011                                        | 16 września 2011                                       | Sojuz TMA-21 ISS – Ekspedycja 27 ISS – Ekspedycja 28   | Inżynier pokładowy                                     | 164 dni 5 godzin 41 minut                              |                                                        |
| Łączny czas spędzony w kosmosie — 177 dni 23 godzin 54 minuty |                                                        |                                                        |                                                        |                                                        |                                                        |                                                        |